# Membre de Bagneux
Le membre de Bagneux du prieuré hospitalier de Saint-Jean de Latran, seigneur en grande partie de Fontenay possède, en 1418, des vignes à Bagneux, et à Issy. Ces les vignes  qui rapportent  10 livres 8 sols par queue de vin. Mais la commanderie ne vendait que le surplus de la récolte, le reste étant consommé par les frères de la commanderie.

## Sources
- Eugène Mannier, Ordre de Malte : Les commanderies du grand-prieuré de France d'après les documents inédits conservés aux Archives nationales à Paris, Aubry & Dumoulin, 1872, 808 p.